# 鬼鹿駅

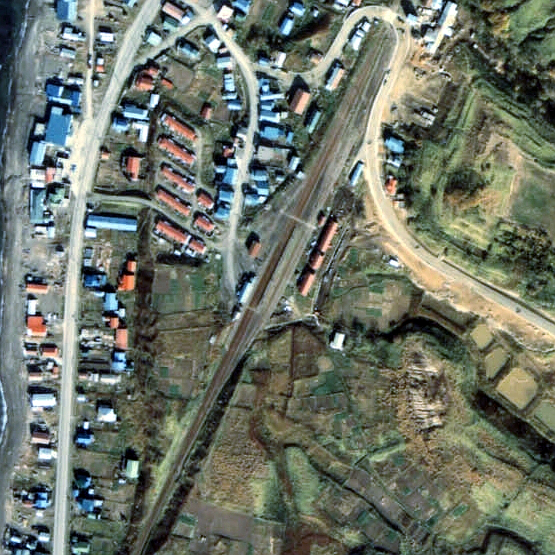
1977年の鬼鹿駅と周囲約500m範囲。上が羽幌方面。貨物取扱廃止2年後の姿で、相対式ホーム2面2線と駅舎横の貨物ホームに引込み線、駅裏に副本線と留置線が残っている。駅裏の北側にはストックヤードがあったが、新たな踏切と2車線の道が作られて潰されている。

鬼鹿駅（おにしかえき）は、かつて北海道（留萌管内）留萌郡小平町字鬼鹿港町1区に設置されていた、日本国有鉄道（国鉄）羽幌線の駅（廃駅）である。電報略号はオカ。事務管理コードは▲121607。
1986年（昭和61年）10月まで運行されていた、急行「はぼろ」の停車駅であった。

## 歴史
- 1928年（昭和3年）10月1日 - 鉄道省留萠線の大椴駅 - 当駅間の延伸開通に伴い、開業[1]。一般駅[1]。
- 1931年（昭和6年）
  - 8月15日 - 当駅 - 古丹別駅間の延伸開通に伴い、中間駅となる。
  - 10月10日 - 留萠駅 - 古丹別駅間を留萠線から分離し路線名を羽幌線に改称、それに伴い同線の駅となる。
- 1949年（昭和24年）6月1日 - 公共企業体である日本国有鉄道に移管。
- 1975年（昭和50年）7月1日 - 貨物取扱い廃止[1]。
- 1984年（昭和59年）2月1日 - 荷物取扱い廃止[1]。
- 1987年（昭和62年）3月30日 - 羽幌線の全線廃止に伴い、廃駅となる[1]。

## 駅構造
廃止時点で、単式ホーム・島式ホーム（片面使用）複合型2面2線を有する地上駅で、列車交換可能な交換駅であった。互いのホームは、駅舎側ホーム中央と島式ホーム南側を結んだ構内踏切で連絡した。駅舎側単式ホーム（西側）が下り線、島式ホーム（東側）が上り線となっていた（番線表示なし）。島式ホームの外側1線は、側線として残っており、そのほか島式ホームの外側の側線から分岐した側線を1線、また下り線の幌延方から分岐し駅舎北側の切欠き部分の貨物ホームへの貨物側線を1線有していた。
職員配置駅となっており、駅舎は構内の西側に位置し、単式ホーム中央部に接していた。

## 駅名の由来
当駅が所在する地名より。地名は、アイヌ語の「オ・ニウシ・カ・ペツ」（川下の森を流れる川）に由来する。

## 利用状況
- 1981年度（昭和56年度）の1日乗降客数は160人[3]。

## 駅周辺
- 北海道道643号鬼鹿停車場線
- 国道232号
- 留萌警察署鬼鹿駐在所
- 鬼鹿郵便局
- 留萌信用金庫鬼鹿支店
- 小平町立鬼鹿中学校
- 小平町立鬼鹿小学校
- 鬼鹿温泉（鬼鹿観光ホテル） - 駅から南に約0.5km[3]。
- 鬼鹿海水浴場 - 駅から南に約3km[3]。
- 天応寺 - 樹齢130年を越す「一本藤」と藤棚がある[3]。
- 興聖寺 - 「座禅藤」がある。
- 道の駅おびら鰊番屋 - 廃線後の開業。駅跡から南に約0.8km。
- 温寧川
- 小種子川
- 沿岸バス「鬼鹿3区」停留所

## 駅跡
1999年（平成11年）時点で、町営住宅の敷地になっている。
また、2011年（平成23年）時点で駅附近の小種子川にはコンクリート造りの橋台及び翼壁が残存している。

## 隣の駅
日本国有鉄道
羽幌線
大椴駅 - <富岡仮乗降場> - 鬼鹿駅 - <千松仮乗降場> - 力昼駅